# Khosrow Maḩalleh
Khosrow Maḩalleh (persiska: خسرو محله) är en ort i Iran.   Den ligger i provinsen Gilan, i den nordvästra delen av landet, 400 km nordväst om huvudstaden Teheran. Khosrow Maḩalleh ligger 9 meter över havet och antalet invånare är 547.
Terrängen runt Khosrow Maḩalleh är kuperad västerut, men österut är den platt. Runt Khosrow Maḩalleh är det ganska glesbefolkat, med 45 invånare per kvadratkilometer. Närmaste större samhälle är Āstārā, 13,3 km norr om Khosrow Maḩalleh. I omgivningarna runt Khosrow Maḩalleh växer i huvudsak blandskog.